# Сорокин, Владимир Петрович (председатель колхоза)
Владимир Петрович Сорокин (1909, Аткарский уезд, Саратовская губерния, Алявы, Камышинский округ или Еланский район, Камышинский округ — 2 января 1977) — советский хозяйственный, государственный и политический деятель, Герой Социалистического Труда. Участник Великой Отечественной войны. Член ВКПб (КПСС) с 1932 года.

## Биография
Родился в 1909 году в посёлке Черниговский Терсинской волости Аткарского уезда Саратовской губернии (ныне хутор Алявы в Еланском районе Волгоградской области). 
С 1929 года — на хозяйственной, общественной и политической работе.
- В 1929—1931 — колхозник, глава комсомольской ячейки колхоза в селе Черниго-Александровском
- 1931—1934 — воинская служба в Красной Армии
- 1934—1939 — бригадир в сельскохозяйственной артели (сельхозартель) имени Чкалова станицы Медвёдовской, позднее — председатель сельхозартели «Большевик» хутора Лебединский (относился к станице Медвёдовской), затем председатель сельхозартели «Власть Советов» станицы Медвёдовской Тимашёвского района. После окончания учёбы в высшей сельскохозяйственной школе работал заместителем директора Тимашёвской машинно-тракторной станции
- 1939—1941 — секретарь Тимашевского райкома ВКП(б) Краснодарского края
- В период Великой Отечественной войны:
  - с 28 июня 1941 года — политрук стрелковой роты на Юго-Западном фронте, позднее — заместитель командира автобатальона, участник Сталинградской битвы, был дважды тяжело ранен (первый раз 9 августа 1941, второй ранение — 14 апреля 1942) и получил ожоги (22 октября 1942, Сталинградский фронт)[2].
  - с апреля 1945 года — заместитель командира 194-го отдельного рабочего батальона по политической части
  - в 1946 году — демобилизован в звании капитана
- 1946-1950 — работал в колхозе «Власть Советов» станицы Медвёдовской
- 1950-1964 — председатель колхоза «Путь к коммунизму» Тимашёвского района Краснодарского края
- с 1964 года — директор Тимашёвской межколхозной откормочной базы.

Указом Президиума Верховного Совета СССР от 31 октября 1957 года присвоено звание Героя Социалистического Труда с вручением ордена Ленина и золотой медали «Серп и Молот».
Умер в Тимашёвске в 1977 году.

## Награды

### Боевые награды
- орден Отечественной войны I степени (10 сентября 1946)[3]
- два ордена Отечественной войны II степени (23 июля 1945; 6 ноября 1945[4])
- медаль «За оборону Сталинграда» (нет данных)[2]
- медаль «За оборону Москвы» (1 мая 1944)
- медаль «За победу над Германией в Великой Отечественной войне 1941—1945 гг.» (9 мая 1945)
- медаль «За освобождение Праги» (9 июня 1945)
- медаль «За взятие Берлина» (9 июня 1945)

### Гражданские награды
- Герой Социалистического Труда (31 октября 1957)
- медаль «Серп и Молот» (№ 8445, 31 октября 1957)
- орден Ленина (№ 353606, 31 октября 1957)
- орден «Знак Почёта» (8 апреля 1971)
- медаль «За трудовую доблесть» (8 февраля 1966)